# Izbygniewa
Izbygniewa – staropolskie imię żeńskie. Złożone jest z dwóch członów: Izby- („zbywać”, „mieć w nadmiarze”) i -gniew („gniew”). Oznacza „tę, która jest gniewna”.
Izbygniewa imieniny obchodzi 3 kwietnia.
Forma żeńska imienia Izbygniew.